# عایشه منوبی
عایشه منوبی (۱۱۹۳ - ۱۲۶۷م) (نسب: عایشه بنت عمران بن سلیمان منوبی) بانوی صوفی، نیکوکار و قاری مغربی، از اهالی منوبه، تونس بود که در تصوف، از پیروان ابوالحسن شاذلی شمرده می‌شد. در مراسم تدفینش بسیاری از بزرگان تونس حاضر شدند.